# Dichapetalum pauper
Dichapetalum pauper är en tvåhjärtbladig växtart som beskrevs av Carlos Toledo Rizzini. Dichapetalum pauper ingår i släktet Dichapetalum och familjen Dichapetalaceae. Inga underarter finns listade i Catalogue of Life.